# 차이타냐 마하프라부

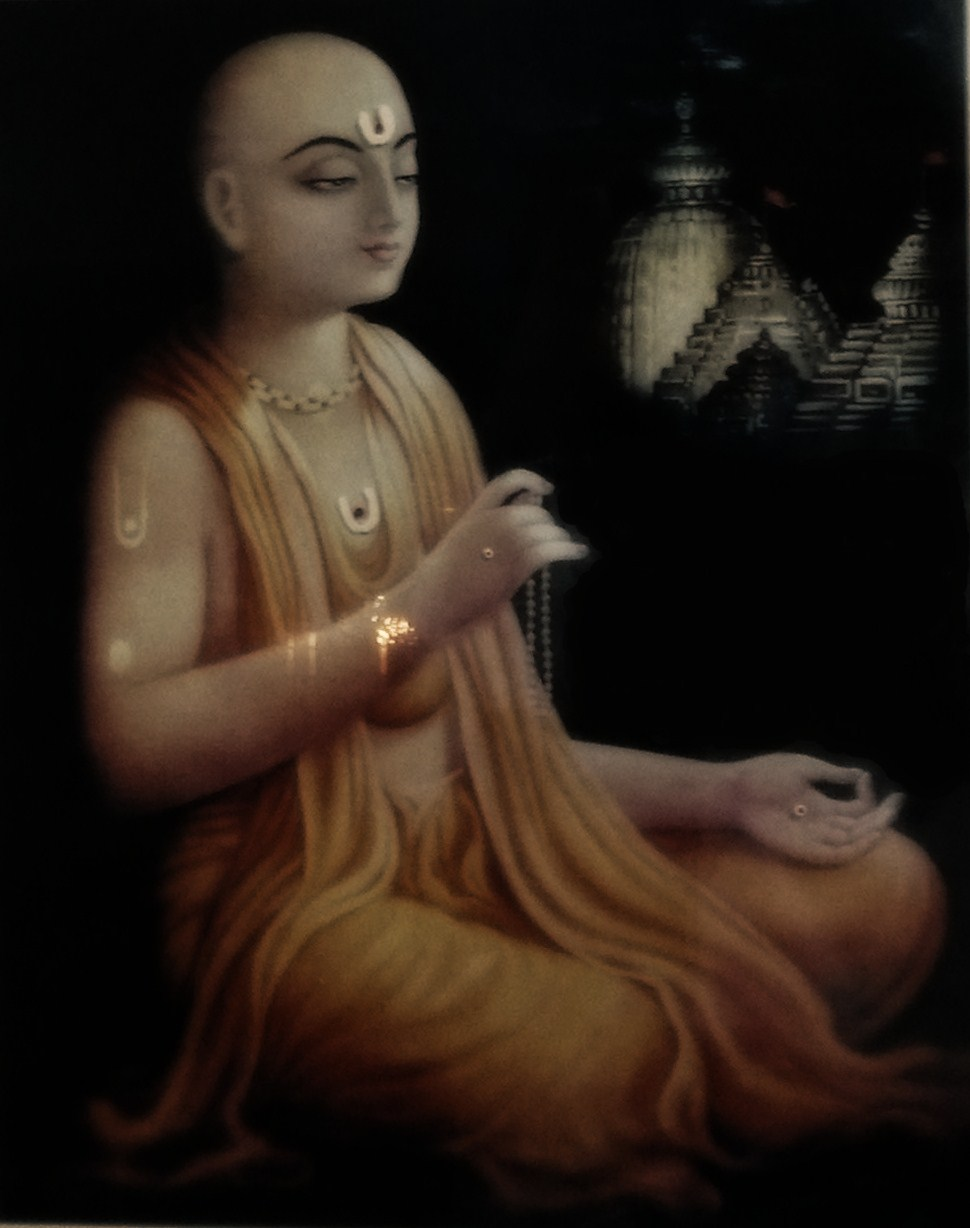

차이타냐 마하프라부(Chaitanya Mahaprabhu, IAST: Caitanya Mahāprabhu, 출생: Vishvambhar Mishra)는 15세기 인도의 성인으로 그의 제자들과 다양한 경전에서 라다와 크리슈나의 결합된 아바타로 간주된다. 바잔-크리탄(bhajan-kirtan)과 춤으로 크리슈나를 숭배하는 차이타니아 마하프라부의 방식은 벵골의 비슈누파에 깊은 영향을 미쳤다. 또한 아친티아 베다 아베다 타트바(Achintya Bheda Abheda Tattva)의 베단 철학의 주요 지지자였다. 마하프라부는 가우디야 비슈누파(일명 Brahma-Madhva-Gaudiya Sampradaya)을 설립했다. 박티 요가(Bhakti yoga)를 설명하고 하레 크리슈나 마하 만트라(Hare Krishna Maha-mantra)를 노래하는 것을 대중화했다. 식샤슈타캄(Shikshashtakam, 8개의 경건한 기도문)을 작곡했다.
차이타니아는 녹은 금과 같은 안색으로 인해 가우랑가(Gauranga) 또는 가우라(Gaura)라고도 불린다. 그의 생일은 가우라푸르니마(Gaura-purnima)로 축하된다. 님나무 아래에서 태어났기 때문에 니마이라고도 불린다.

## 같이 보기
- 브린다반
- A. C. 박티베단타 스와미 프라부파다